# Oldsmar
Oldsmar är en stad (city) i Pinellas County, i delstaten Florida, USA. Enligt United States Census Bureau har staden en folkmängd på 13 618 invånare (2011) och en landarea på 22,5 km².